# Kapoktræ
Kapoktræ eller Kapok Silkebomuldstræ (Ceiba pentandra), er et op til 40 meter højt tropisk træ. Stammen, der kan blive 1,5 meter i diameter har store brætrod,som kan være op til 10 m høje og strække sig 10 m ud fra stammen. Den unge stamme har vortelignende torne. Bladene er fingrede og de 5-tallige blomster har hvide, gule, eller lyserøde kronblade. De femtallige kapsler er på indersiden beklædt med lange silkebløde hår (Kapok). Kapok anvendes bl.a til møbelpolstring.